# Петрина Надія Олександрівна
Надія Олександрівна Петрина (нар. 9 липня 1954, Красноармійськ, Донецька область) — українська бібліотекознавиця, громадська діячка, директорка наукової бібліотеки «Українська академія банківської справи Національного банку України» (Суми), заслужений працівник культури України.

## Освіта та професійна діяльність
- 1971  —1975 — Харківський державний інститут культури, бібліотечний факультет, спеціальність «Бібліотекознавство та бібліографія»
- 1975  —1979 — Сумська обласна універсальна наукова бібліотека, методист відділу обслуговування
- 1979  — 1989  — бібліотека Сумського філіалу Харківського сільськогосподарського інституту ім. В. В. Докучаєва, старший бібліотекар
- 1989 — 1996  — бібліотека Сумського сільськогосподарського інституту, завідувачка відділу комплектування та наукової обробки літератури
- 1996 — 2015 — директор наукової бібліотеки Української академії банківської справи Національного банку України, яка була реорганізована шляхом її приєднання до бібліотеки Сумського державного університету у 2016 році.

Створена під безпосереднім керівництвом та завдяки її новаторському підходу і високій кваліфікації бібліотека академії стала одним з найкращих бібліотечних закладів України, освітнім, інформаційним і соціокультурним центром Сумського регіону. Підтвердженням цього стала перемога у Всеукраїнському конкурсі на присвоєння високої відзнаки «Бібліотека року 2010».
За сприяння Надії Олександрівни в роботу бібліотеки впроваджено найсучасніше телекомунікаційне обладнання з автоматизованим обслуговуванням та самообслуговуванням читачів, інноваційними технологіями, широким спектром бібліотечних послуг.
Петрина Н .О. ініціювала відкриття на базі бібліотеки Інформаційного центру Європейського Союзу, а також Польсько — Українського центру і працювала їх координатором з 2011 по 2015 роки.
Надія Олександрівна представляла Україну у міжнародних освітніх і професійних програмах з вивчення досвіду роботи кращих бібліотек США, Литви, Данії, Швеції, Великобританії та Австрії. Має ряд авторитетних сертифікатів і свідоцтв про підвищення кваліфікації та післядипломну освіту.

## Нагороди та відзнаки
- 2001 — нагороджена пам'ятною срібною гривнею (у футлярі) / Наказ № 1579-к від 19.09.2001 р. /
- 2004 — почесна грамота НБУ з нагрудним знаком із врученням пам'ятної срібної монети «Свято Трійці» (у футлярі) / Постанова Правління НБУ № 311 від 05.07.2004 р.
- 2004 — почесна відзнака Української бібліотечної асоціації «За відданість бібліотечній справі»[3]
- 2008 — звання «Бібліотекар року» в номінації «За кращу публікацію» Харківського зонального методичного об'єднання бібліотек ВНЗ IIІ —IV рівнів акредитації.
- 2009 — нагороджена бронзовим пам'ятним знаком «Національний банк України» (у футлярі) / Постанова Правління НБУ № 385 від 02.07.2009 р.
- 2010 — почесна грамота ДВНЗ «Українська академія банківської справи Національного банку України»
- 2011 — номінант рейтингу 2011 «Сумщина. ТОП — 50».
- 2011 — почесна грамота Міністерства культури і туризму України / Постанова Колегії Міністерства Культури і Туризму України та ЦК профспілки працівників культури № 27/09-г від 21.09.2011 р.
- 2012 — присвоєно почесне звання «Заслужений працівник культури України»[4]
- 2012 — почесна грамота ДВНЗ «Українська академія банківської справи Національного банку України»
- 2015 — почесна грамота ДВНЗ «Українська академія банківської справи Національного банку України»

## Громадська діяльність
- Член Всеукраїнської громадської організації «Українська бібліотечна асоціація» з 1997 р.
- Засновниця та Голова Сумського обласного відділення ВГО УБА (1999 — 2010)

## Вибрана бібліографія
1. Наукові праці викладачів Української академії банківської справи (1997—2002 рр.): бібліографічний покажчик / уклад.: Н. О. Петрина, О. В. Башлай. Суми: УАБС, 2002. 24 с.
2. Петрина, Н. О. Інформаційне забезпечення процесів освіти і науки в умовах становлення інформаційного суспільства. Вісник Української академії банківської справи. 2002.  N 2.  C. 96–99.
3. Петрина Н. Электронные ресурсы университетских библиотек Украины. Бюллетень Центра услуг для международных образовательных проектов. 2004. № 6. С. 42–47.
4. Петрина Н. Электронные ресурсы университетских библиотек Украины. Бюллетень Центра услуг для международных образовательных проектов. 2004. № 7. С. 68-72.
5. Петрина, Н. О. Інтеграція і партнерство університетських бібліотек як перспектива подальшого розвитку інформаційного сервісу / Н. Петрина // Покликання університету: збірник наукових праць / Програма академічних обмінів імені Фулбрайта, Фулбрайтівське товариство. — К. : РІА «Янко», 2005. — С. 143—148.
6. Наукові праці викладачів Української академії банківської справи Національного банк України (1996—2006 рр.): бібліографічний покажчик / уклад.: Н. О. Петрина, О. В. Башлай. Суми: УАБС НБУ, 2006. 52 с
7. Петрина Н. Бібліотека в інформаційно–освітньому просторі навчального закладу. Вісник Національного банку України. 2007. № 10. С. 56–58.
8. Петрина Н. Сучасне і майбутнє бібліотек Королівства Данії. Бібліотечний форум України. 2008. № 1. С. 44–47.
9. Петрина Н. А. Библиотека будущего. Панорама. 2008. № 8. С. 17А
10. Наукові праці викладачів Української академії банківської справи Національного банку України (1996—2011 рр.): бібліографічний покажчик / уклад.: Н. О. Петрина, З. В. Ступак. Суми: ДВНЗ «УАБС НБУ», 2011. 114 с.
11. Петрина Н. Бібліотека відкрита для світу. Бібліотечний форум України. 2012. № 1. С. 25–27.